# Середній Куяльник
Середній Куя́льник — річка в Україні, в межах Березівського та Роздільнянського районів Одеської області. Ліва притока Малого Куяльника (басейн Чорного моря).

## Опис
Довжина 53 км, площа водозбірного басейну 638 км². Похил річки 0,8 м/км. Долина трапецієподібна, завширшки 2—3 км, завглибшки 60—80 м. Заплава завширшки до 0,6 км. Річище звивисте, часто пересихає, на значному протязі розчищене й випрямлене. Використовується на сільськогосподарські потреби.

## Розташування
Середній Куяльник бере початок на південний схід від села Онилове. Тече переважно на південний схід (частково на південь). Впадає до Малого Куяльника в межах села Знам'янки.